# Sóstói Stadion (1967)
Das Sóstói Stadion war ein Fußballstadion mit einer sechsspurigen Leichtathletikanlage in der ungarischen Stadt Székesfehérvár (deutsch Stuhlweißenburg) im Komitat Fejér. Auf der Anlage trug der Fußballverein Videoton Székesfehérvár (heute Fehérvár FC) seine Heimspiele aus. Das Stadion wurde 2016 abgerissen, um an gleicher Stelle das neue Sóstói Stadion zu bauen.

## Geschichte
Das 1967 eröffnete Stadion bot zuletzt 14.135 Plätze; davon 3.500 überdacht. Das erste Spiel fand am 20. September 1967 zwischen dem seinerzeit Székesfehérvári VT Vasas heißenden Heimverein und dem FC Rot-Weiß Erfurt (2:3) statt.
Seinen größten Tag erlebte das Stadion am 8. Mai 1985. Der Verein, damals unter dem Namen Videoton Székesfehérvár, hatte das Finale des UEFA-Pokals 1985 nach Siegen gegen Dukla Prag, Paris Saint-Germain, FK Partizan Belgrad, Manchester United und FK Željezničar Sarajevo erreicht. Zum Finalhinspiel gegen Real Madrid (0:3) kamen 40.000 Zuschauer in das Stadion nach Székesfehérvár. Dies war der Besucherrekord der Sportstätte.
In den 2000er-Jahren wurde die Spielstätte renoviert, u. a. wurde eine neue, überdachte Haupttribüne mit V.I.P.-Logen mit 200 Plätzen errichtet, 120 Plätze für Journalisten installiert sowie neue Kunststoffsitze im Stadion in den Vereinsfarben Rot und Blau angebracht.

## Neubau
Im November 2014 stellte der Videoton FC Pläne zum Umbau des Sóstói Stadions vor. Die Planungen sehen die Renovierung der Haupttribüne mit Platzneuordnung, Erweiterung des V.I.P.-Logen-Bereiches sowie die Verglasung der Fassade vor. Ergänzend werden drei neue Tribünen errichtet und machen aus der Sportstätte mit Leichtathletikanlage ein reines Fußballstadion. Die Zuschauerkapazität sinkt geringfügig auf 14.250 Besucher, die alle überdachte Sitzplätze vorfinden werden. Mit 1.450 Plätzen stehen rund 10 Prozent der Plätze für die Gästefans zur Verfügung. Die umgebaute Heimat des Videoton FC wird die Anforderungen der UEFA-Stadionkategorie 4 erfüllen. Der geplante Zeitraum der Arbeiten wurde auf September 2015 bis Ende 2016 datiert. Als Ersatzspielort wird der Videoton FC in die etwa 40 bis 45 Kilometer entfernte Pancho Arena in Felcsút ausweichen. 2016 fand der Abriss statt und im November des Jahres startete der Neubau. Am 21. November 2018 wurde die MOL Aréna Sóstó, des mittlerweile in Vidi FC umbenannten Vereins, eröffnet.